# Щитковиці
Щитковиці (пол. Szczytkowice) — село в Польщі, у гміні Тшебниця Тшебницького повіту Нижньосілезького воєводства.
Населення — 388 осіб (2011).
У 1975-1998 роках село належало до Вроцлавського воєводства.

## Демографія
Демографічна структура станом на 31 березня 2011 року:
|          | Загалом | Допрацездатний вік | Працездатний вік | Постпрацездатний вік |
| -------- | ------- | ------------------ | ---------------- | -------------------- |
| Чоловіки | 190     | 40                 | 143              | 7                    |
| Жінки    | 198     | 50                 | 121              | 27                   |
| Разом    | 388     | 90                 | 264              | 34                   |